# Кенет Уилсън
Кенет Уилсън (на английски: Kenneth Geddes Wilson) е американски физик, носител на Нобелова награда за физика за 1982 г.

## Биография
Роден е на 8 юни 1936 г. в Уолтхем, Масачузетс. Завършва Харвардския университет, след което, през 1961 г., защитава докторска дисертация в Калтек, под ръководството на Мъри Гел-Ман. Назначен е за младши научен сътрудник в университета Корнел през 1963, а през 1970 е и редовен професор.
През 1980 г. е награден с награда „Волф“, заедно с Лео Каданоф и Майкъл Фишер. Две години по-късно, през 1982 г., получава и Нобеловата награда, за разработената от него теория на фазовите преходи от втори ред, на среди, в които се отчита взаимодействието между всяка частица с околните ѝ. Друга важна част от трудовете на Уилсън са в областта на квантовата теория на полето. Той разработва принципите и апаратът на групата на пренормировката. От 1988 е професор в Щатския университет на Охайо.
Умира на 15 юни 2013 г. в Сако, Мейн, на 77-годишна възраст.